# 惠姓
惠姓在中国并不是一个常见的姓氏，但也是中国较为古老的姓氏之一。在《百家姓》中排第204位。

## 分布
主要分布在陕西省。

## 延伸阅读
[在维基数据编辑]
 《百家姓》
 《欽定古今圖書集成·明倫彙編·氏族典·惠姓部》，出自陈梦雷《古今圖書集成》

1. ↑  鄭樵《通志·氏族略》：惠氏，姬姓。周惠王支孫，以諡為氏。